# Дебуширование
Дебуширование (фр. débouché) — выход войск из теснины (ущелья, горного прохода, моста, плотины и т. п.) или какой-либо закрытой местности (леса, деревни) на более широкое место, где можно развернуться. Дебуширование на виду у неприятеля сопряжено с большими затруднениями: приходится двигаться узким фронтом, сильно поражаемым огнём в глубину, вследствие чего даже большое превосходство в силах не имеет значения.
Наиболее характерными военно-историческими примерами дебуширования через теснины являются: переход Суворова через Чёртов мост в 1799 году, атака Бонапартом Аркольских гатей в 1796 году и переправа наполеоновской армии через Дунай в 1809 году y о-ва Лобау во время Австро-французской войны 1809 года.
Вообще, военная история дает много примеров дебуширования из теснин различного рода. Дебуширование предпринимается обыкновенно не ранее того, как противник будет вынужден, путём обходного движения или посредством усиленного огня, к отступлению от выхода из теснины на достаточное расстояние.
О противодействии дебушированию при втором штурме крепости Осовец в ходе Первой мировой войны пишет в своём очерке полковник Буняковский, Владимир Владимирович:

«4 февраля противник оттеснив сторожевое охранение, пытался местами дебушировать из впереди лежащих рощ и селений, но был повсеместно отброшен в исходное положение артиллерийским и ружейным огнём.»